# Morte a Israel

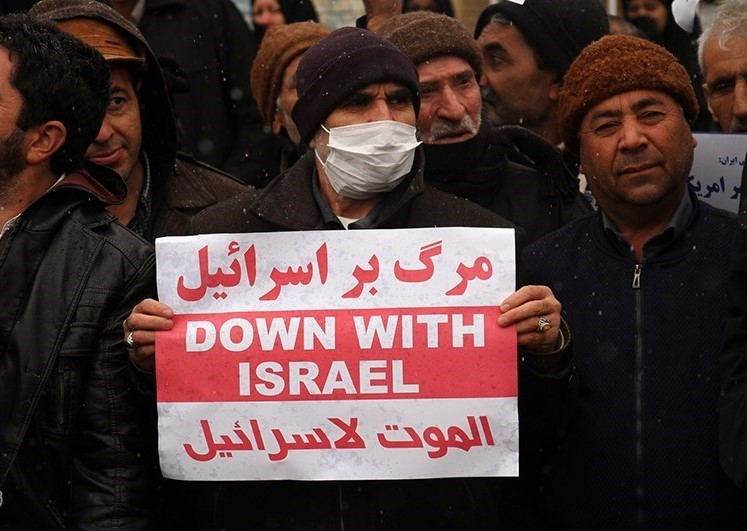
O slogan Abaixo Israel em três idiomas: persa, árabe e inglês; escrito em um cartaz relacionado a uma marcha no Irã condenando a transferência da capital de Israel para Jerusalém

"Morte a Israel" (também "Abaixo Israel") é um slogan político contra Israel utilizado no Irã e em outros países como Iraque e México. Todos os anos, peregrinos iranianos cantam o slogan "morte a Israel" (em persa: مرگ بر اسرائیل) durante os rituais do Haje e a cerimônia de rejeição de politeístas. Esse slogan é especialmente entoado contra Israel pelos manifestantes durante o Dia de Quds e é frequentemente acompanhado pela queima da bandeira israelense. Esse slogan também foi usado no ambiente da Assembleia Consultiva Islâmica do Irã. No filme divulgado durante o exercício de mísseis do Irã, durante a presidência de Mahmoud Ahmadinejad, o slogan "Morte a Israel" foi escrito em mísseis balísticos que foram disparados contra réplicas. No Irã, esse slogan não é apenas um simples slogan político, mas uma expressão da visão do governo iraniano em relação à posição atual de Israel na região.

## Outros usos

O slogan na bandeira dos hutis no Iêmen: "Deus é grande, Morte à América, Morte a Israel, maldição sobre os judeus, vitória ao Islã"

### Movimento huti
O slogan dos hutis, o grupo rebelde xiita do Iêmen, que o Irã também apoia, é "Deus é grande, morte à América, morte a Israel, maldição sobre os judeus, vitória ao Islã". Esse slogan é também um dos slogans usados pelo Hezbollah no Líbano. Tariq Alhomayed acredita que o slogan "morte a Israel" no mundo árabe perdeu sua função, e a celebração de acordos de reconciliação entre os países árabes da região e Israel é uma prova dessa afirmação. Esse slogan, como um dos símbolos de ódio contra Israel, tem sido notado pelos governantes da região do Oriente Médio.

## Reações

### Oponentes
Nikki Haley, ex-representante dos Estados Unidos nas Nações Unidas, em um tweet, considerou esse slogan, junto com o slogan "morte à América", como um motivo para se opor ao Irã. Ela acredita que o Irã está buscando armas nucleares armas nucleares e está tentando concretizar estes dois slogans. Akram Meknes, um dos escritores de língua árabe, considera o slogan "morte a Israel" como um slogan em erosão que não convence nem mesmo as crianças hoje em dia e perdeu sua eficácia. Karim Sadjadpour considera que o slogan "morte à América", juntamente com "morte a Israel", bem como o hijabe, são os principais fundamentos da ideologia da República Islâmica do Irã, que permanece para eles na década de 2020. Benjamin Netanyahu, referindo-se a este slogan, considera-o uma prova do ambiente radical que domina o Irã.

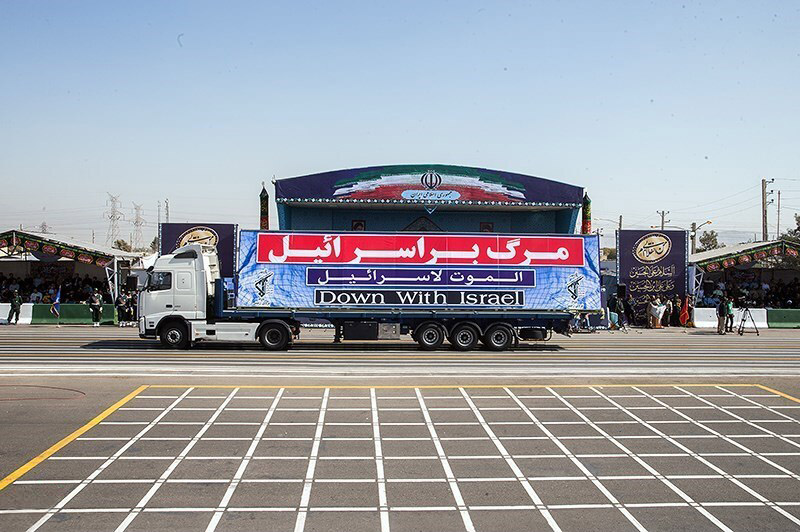
O slogan "morte a Israel" na parada das forças armadas da República Islâmica do Irã

### Apoiadores
De acordo com o site Islam Quest, esse slogan é permitido devido à "tirania do governo israelense". Ali Al Bukhaiti, o antigo porta-voz e rosto oficial dos hutis na comunicação social, disse: "Nós realmente não queremos a morte de ninguém. Esse slogan é apenas contra a intervenção desses governos [ou seja, os Estados Unidos e Israel]." Ali Khamenei também considerou este slogan como o "slogan da nação iraniana" e não o considera específico de uma das cidades iranianas. Masoud Jazayeri, o porta-voz das Forças Armadas do Irã, também afirmou em uma entrevista que: "Os gritos de morte à América, morte à Inglaterra, morte a Israel, etc. não surgiram da noite para o dia. Portanto, não se deve simplesmente alegar uma ou outra razão para removê-los do discurso político das nações feridas pelo imperialismo, pela arrogância e pelos regimes de dominação."

## Controvérsias
Habibah Jaghoori, uma estudante da Universidade de Adelaide e editora da revista daquela universidade, foi expulsa da universidade após publicar um artigo antissemita intitulado "Morte a Israel". Esse artigo contém o seguinte conteúdo:
A solução para alcançar a paz e estabelecer justiça para a Palestina é exigir a destruição de Israel. 
Palestina livre e morte a Israel.— Jaghoori, conforme citado pelo The Times of Israel